# بعد السباق
بعد السباق (بالإنجليزية: After the Race)‏ قصة قصيرة من تأليف الكاتب الأيرلندي جيمس جويس. نُشِرت القصة للمرة الأولى في عام 1914 في مجموعة جويس القصصية «ناس من دبلن» (Dubliners).

## القصة
تبدأ القصة بعد انتهاء سباق سياراتٍ في إحدى شوارع مدينة دبلن، بمشاركة فرق من ألمانيا وبلجيكا وفرنسا، وفي هذه الأثناء «جيمي دويل» يصعد السيارة مع صديقه الفرنسي الثري «شارل سيجوين»، الذي التقى به أثناء دراسته في جامعة كامبرديج، ويصعد معهما أيضا رجلان آخران «أندريه ريفير» ابن عم سيجوين الكندي، وعازف البيانو الهنغاري «فيولنا». تعود السيارة إلى دبلن، وفي الطريق يبتهج الرجال بالنصر، في الوقت الذي يستمتع فيه جيمي بالرحلة، وهو يتأمَّل في فخر استثماره الأخير الناجح في مشروع تجاري تابع لشركة سيجوين المختصة في السيارات، وهو الاستثمار الذي يدعمه مالياً والده المالك لسلسلة مجازر ناجحة، يذوق جيمي طعم الشهرة والنجاح وهو محاط برجال أعمال شركة باهرة وفي سيارة بهذه الفخامة. ينزل جيمي ومعه فيولنا ويعودا إلى منزل والدي حيمي، حيث يمكث فيولنا هناك مؤقتاً، يشعر والدا جيمي بالفخر بابنهما الذكي الناجح، ويُغيِّر الاثنان ملابسهما استعداداً لسهرة في فندق سيجوين. يمضي جيمي الليل كُله في الاحتفال والشرب ولعب الأوراق بصحبة سيجوين وفيولنا، تلتقي الثلة أولاً برجل الأعمال الإنجليزي روث على العشاء، وموضوع النقاش على طاولة العشاء يتغيَّر من الموسيقى إلى السيارات وإلى السياسة، ثُمَّ ينتقل جيمي ومعه رفاقه للقاء رجل أعمالٍ آخر أمريكي، اسمه «فارلي»، فيدعوهم إلى الياخت الخاص به، حيث يخسر جيمي معظم أمواله في اللعب، وهو يعرف أنَّه يجب عليه التوقف، ويعرف أنَّه سيندم اليوم التالي، ولكنَّه ينغمس في الشعور بالسعادة ولا يبالي. وتنتهي القصة بفيولنا يفتح باب القمرة والشمس قد طلعت.